# Germanisering
Germanisering (Duits: Germanisierung) of verduitsing (Duits: Eindeutschung) is een vorm van culturele assimilatie waarbij anderstalige bevolkingsgroepen op de Duitse taal (meer in het bijzonder Hoogduitse taal), cultuur en gewoonten overgaan en de daarmee verbonden culturele, later ook nationale identiteit. Het kan hierbij om minderheden of meerderheden gaan en dit kan vrijwillig gebeuren of onder druk worden opgelegd. Afhankelijk van de tijdsperiode waarin men het begrip gebruikt kan 'germanisering' slaan op voornamelijk een taal-cultureel evolutieproces, dan wel een doelbewust uitgevoerd bestuurlijk-politiek proces. In het extreme geval van de nationaalsocialistische ordeningspolitiek (1933-1945) kon germaniseren ook betekenen dat niet-Duitse bevolkingsgroepen verwijderd en door Duitsers vervangen werden (zie etnische zuivering). In een beperktere betekenis kan men ook de vervanging door nieuwe Duitse van niet-Duitse woorden in het Hoogduits als germanisering of verduitsing aanmerken. Dit 19de-eeuwse taalpurisme werd extreem doorgevoerd in de nationaalsocialistische periode waarin woorden die uit het Latijn (eventueel via het Frans) in het Duits waren opgenomen werden verwijderd om door oudere of nieuw geconstrueerde vormen vervangen te worden.
De culturele en politieke dominantie van Duitse staten, later met name van Pruisen, het Duitse Keizerrijk en het Oostenrijkse deel van Oostenrijk-Hongarije, heeft al vanaf de 12de eeuw en beoosten de Elbe grote delen van volken die een Slavische of Baltische taal spraken ertoe gebracht om over te gaan op het Duits in een van zijn vele varianten, Nederduits inbegrepen. Een belangrijke intermediaire rol speelden daarbij de grote aantallen kolonisten uit de vele gebieden (de Nederlanden inbegrepen) die onder het Heilige Roomse Rijk, ook wel Duitse Rijk genoemd, vielen. Deze kolonisten vestigden zich in oorspronkelijk Slavische gebieden, als stadsbewoners, maar ook op het platteland als ontginners van woeste gronden: bossen, heidevlakten en moerassen, en als mijnbouwarbeiders. De versmelting van oorspronkelijke en nieuwe bewoners duurde enkele eeuwen en nam vaak de vorm aan van het ontstaan van een gemeenschappelijke nieuwe gewestelijke Duitse taalvariant: Mecklenburgs, Pommers, Oostpruisisch, Silezisch. Dit proces zette zich voort in de nieuwe tijd maar pas na 1800, in de moderne tijd, kreeg de verduitsing een cultuurpolitieke doelstelling in het kader van de door de staat gewenste taal-culturele homogeniteit. Vooral Pruisen legde met zijn onderwijs- en bestuurstaal verduitsing op aan Poolssprekende minderheden in zijn oostelijke provincies: West-Pruisen, Posen, Opper-Silezië. Na 1945 werden de nieuwe Poolse staatsgrenzen tot de Oder en Neisse in het westen verlegd en werden de Duitsers binnen deze nieuwe grenzen verdreven. 12 tot 15 miljoen Duitstaligen werden tussen 1944 en 1950 over deze rivieren verdreven naar wat restte van Duitsland. Binnen de Duitse grenzen na 1945 ging de verduitsing van de Slavische Sorben in oostelijk Saksen door en is hun taal inmiddels marginaal geworden.

## Oudheid
De eerste germanisering vond plaats in de tweede eeuw v.Chr. in de latere Nederlanden en Noordwest-Duitsland. In de eeuwen daarop werd het gebied tot de Rijn geleidelijk Germaans. Ten zuiden en westen daarvan werd de germanisering door de komst van de Romeinen gestopt en vervangen door romanisering. Na het wegvallen van het Romeinse gezag trokken vele Gallo-Romeinen weg en vestigden Germaanse volken, voornamelijk Franken en Bourgondiërs, zich in het noorden van Gallië, dat daardoor hergermaniseerde. Er ontstond een Germaans-Romeins menggebied. De talen van de verschillende stammen ontwikkelden zich uiteindelijk tot een Germaanse eentaligheid in het noorden en een Romaanse eentaligheid in het zuiden, met als gevolg dat er vanaf de achtste eeuw een taalgrens, eerst nog met het karakter van een taalzone, viel waar te nemen.

## Middeleeuwen
Vanaf de middeleeuwen hebben Duitstaligen zich in Oost-Europa gevestigd. Dit proces wordt ook wel de 'Oostkolonisatie' genoem. Deze germanisering breidde zich van Duitsland en Oostenrijk uit over door Slavische en Baltische volken bewoonde gebieden in wat tegenwoordig Polen, Rusland, Estland, Letland, Litouwen, Tsjechië, Slowakije, Slovenië, Roemenië en Hongarije is. Duitse kolonisten gingen op grote schaal tussen de Elbe en de Weichsel (Wisla) wonen en vermengen zich met de autochtone volken, die zich gaandeweg in taal en cultuur aan de nieuwkomers aanpasten. In het noordoosten ging dat tot door tot in de steden van de Baltische landen en zuidoostwaarts tot in Opper-Silezië en incidenteel verder oostwaarts langs de Karpaten. De steden stonden lange tijd sterk onder de invloed van een Duitstalige burgerlijke cultuur.
In enkele eeuwen werd de Slavische of Baltische bevolking daar taalkundig en in hun identiteit verduitst, de laatste restanten overigens pas in de 19de eeuw. De Duits-Poolse en Duits-Litouwse taalgrens schoof hierdoor steeds verder op naar het oosten, naar de grenzen van het koninkrijk Pruisen, later het Duitse Keizerrijk. Als lokale meerderheden woonden Duitstaligen nog oostelijker dan die grenzen tot diep in de toen Russische provincie Congres-Polen, de eveneens Russische Baltische provincies en Oekraïne (zie Ruslandduitsers).

## 19e eeuw
In de 19e eeuw kwam het begrip natiestaat in opkomst en begonnen de Europese landen een actieve taalpolitiek te voeren. Om het verschijnsel germanisering in de 19de eeuw in een juiste context te plaatsen, moet men het vergelijken met parallelle ontwikkelingen in andere nationale staten die ernaar streefden om hun staatsbevolking taalkundig te homogeniseren. In Groot-Brittannië werd Engelstalig onderwijs opgelegd aan Ieren, Schotten en Welshmen. In Frankrijk werd gangbaar onderwijs in andere talen dan het Frans vervangen door de staatstaal. Rusland probeerde op haar beurt Duitse, Baltische en andere minderheden aan russificatie te onderwerpen. Het Oekraïens en het Wit-Russisch, beiden overigens nauw verwant aan het Russisch, werd taalkundig bestaansrecht ontzegd. Wat de germanisering van andere nationale homogeniseringprocessen onderscheidt zijn de extreme vormen die zij in oostelijk Midden-Europa aannam, met name onder de terreur van de nationaalsocialistische bezettingen, voorafgaand aan de Tweede Wereldoorlog.

### Pruisen en Duitse Keizerrijk
Pruisen had na de derde Poolse deling een grote Poolse minderheid binnen zijn grenzen. Vanaf 1873 was in de provincies Posen en West-Pruisen alleen nog onderwijs in het Duits toegestaan behalve wat betreft de godsdienstlessen, die twintig jaar later ook verplicht in het Duits moesten worden gegeven. Vanaf 1876 werd ook de rechtspraak uitsluitend Duitstalig. Het Duitse Keizerrijk voerde een actieve politiek van germanisering, in genoemde Poolstalige provincies en ook in het noorden van (Sleeswijk-Holstein), waar een Deense minderheid woonde en in Elzas-Lotharingen voor zover daar Frans werd gebruikt. Al eerder in de 19de eeuw was het voorheen gebruikelijke Nederlandstalige onderwijs in Oost-Friesland, de Graafschap Bentheim en Kleverland al vervangen door de Pruisische en Hannoveraanse overheid.
Een aanzienlijk gebied tussen grofweg Kleef, Duisburg en Aken behoort van oudsher tot het Nederfrankisch dialectgebied. In vroeger eeuwen waren varianten van het Nederlands c.q. Nederduits hier ook als cultuurtaal in gebruik. Sinds 1795 is de invloed van het Hoogduits in deze streken echter sterk gegroeid, maar nog steeds is de oude Nederrijnse omgangstaal hier bij de oudere generaties in gebruik, zij het met een toenemend Hoogduitse inslag.
Voor gebieden als Oost-Friesland en de graafschappen Bentheim en Lingen geldt een soortgelijke situatie, alleen was het dialect niet Nederfrankisch, maar Nedersaksisch, en daardoor minder met het Nederlands overeenkomend.
Zie ook: Nederlands, onder Periferie van het Nederlands, en Duits onder Periferie van het Duits, en Nederlands in Duitsland.

### Oostenrijk-Hongarije
In Oostenrijk-Hongarije was de situatie anders: het betrof hier een veelvolkenstaat waar naast het Duits en het Hongaars, althans wat de dagelijkse omgangstaal betreft, ook plaats was voor andere talen. Desondanks werd er onder de Sloveense minderheid van Karinthië een 'germanisering' doorgevoerd die vandaag de dag in deze Oostenrijks gebleven provincie het Sloveens grotendeels deed verdwijnen. In Hongarije werd een magyariseringspolitiek gevoerd, die hier juist tegen de Duitstalige minderheden gericht was, maar ook tegen de Poolse, Roemeense en Slowaakse. In het huidige restant van het oude Hongarije zijn Duits-, Slowaaks-, Servokroatisch- en Roemeenstalige minderheden vrijwel verdwenen. De Hongaarse minderheden in Slowakije en Roemenië zijn, na het zelfstandig worden van deze eerst Hongaarse provincies, daarentegen grotendeels blijven voortbestaan.

## 20e eeuw

### Interbellum
Na de Eerste Wereldoorlog werd Polen onafhankelijk en kwamen Posen en West-Pruisen (met omvangrijke Duitse minderheden) aan het nieuw opgerichte Polen, dat de germanisering van de voorgaande eeuw grotendeels ongedaan maakte en met een poloniseringspolitiek honderdduizenden Duitsers uit deze gebieden tot emigratie bracht. Er leefden na 1919 ook in het nieuwe Joegoslavië Duitse minderheden, namelijk in delen van Slovenië en in de delen van Servië die grensden aan Hongarije en Roemenië (Vojvodina en de Banat).

### Germanisering ten tijde van nazi-Duitsland (1933–1945)
Een deel van Slovenië werd na de Duitse inval in april 1941 door Duitsland geannexeerd. Daar werd nu een tegenbeweging ingezet met een rigoureuze germanisering, die op lijdelijk verzet stuitte van de Sloveense bevolking en op militant verzet van de partizanen.
Bij het sluiten van het Molotov-Ribbentroppact in 1939 kwamen de Sovjet-Unie en Duitsland overeen dat Duitse minderheden uit Oost-Europa uitgewezen zouden worden naar Midden-Europa. De nazipolitiek deporteerde inwoners van bezette gebieden om ruimte te maken voor Duitse en andere, naar de nazirassenleer zogenaamd Germaanse, immigranten. Na de Duitse inval in Polen werden Posen (als Wartheland) en West-Pruisen door nazi-Duitsland ingelijfd. Zo begon een extreme germaniseringspolitiek: te midden van gewelddadige etnische zuivering en genocide werden ongeveer 350.000 Polen en Joden door de nazi's naar het Gouvernement-Generaal gedeporteerd om plaats te maken voor Volksduitsers uit geheel Oost-Europa en zelfs naar ras geselecteerde Scandinaviërs, Nederlanders en Vlamingen. In het Generalplan Ost werd een toekomstperspectief uitgewerkt waarin na de Endsieg van het Derde Rijk ook de meerderheid van de Polen in het Generaal-gouvernement, en van de Oekraïners en Witrussen, na rasselectie, grotendeels naar Siberië uitgewezen zouden worden om plaats te maken voor bovengenoemde eveneens op ras geselecteerde 'Germaanse' volken, uiteraard onder Duitse regie. Van een taalkundig-cultureel proces was germanisering tot een bewustzijnsproces uitgegroeid en ten slotte tot een rassenkundige selectie.

### Ontgermanisering in Oost-Europa (vanaf 1944)
Het optreden van de nazi's had uiteindelijk een boemerangeffect: de verdrijving van de Duitsers uit Oost-Europa. Na de Tweede Wereldoorlog werden de Duitstalige minderheden (Volksduitsers) uit Polen en Tsjecho-Slowakije en andere gebieden door de herstelde nationale regeringen verdreven. Moord, verkrachting en standrechtelijke executies joegen de mensen op de vlucht. Honderdduizenden werden geïnterneerd en naar dwangarbeiderskampen getransporteerd. Hun bezit werd collectief onteigend. Uiteindelijk moest het naoorlogse Duitsland tussen de 12 en 15 miljoen Duitsers uit andere Midden-Europese staten opnemen. De meerderheid kwam uit door Polen geannexeerde provincies en enkele miljoenen uit de Tsjechische grensgebieden (Sudetenland).
Na de 'verdrijving van de Duitsers' trad een 'ontgermaniseringsproces' op waarin in Midden-Europa de publieke getuigenissen van de historische aanwezigheid van Duitstaligen werden verwijderd. Monumentale teksten in en op kerkelijke, publieke of particuliere gebouwen werden verwijderd of vervangen door teksten in de nationale taal. Graven werden geruimd en de grafstenen hergebruikt. In het onderwijs werd het vak Duits vervangen door vooral het Russisch. De achtergebleven "Duitsers' werden ertoe aangezet hun namen in een nationaal correcte versie te veranderen.

### Vorming Duitstalige Gemeenschap in België (vanaf 1963)
De Duitstalige Gemeenschap in de zogenoemde Oostkantons van de Belgische provincie Luik, kreeg in 1963 een zelfstandig bestuur, los van Wallonië. Hier werden overgangsdialecten tussen Neder- en Midden-Duits gesproken, ook wel aangeduid als Limburgs-Ripuarisch of Platdiets in de gemeente Eupen. In de gemeenten Sankt Vith, Büllingen, Bütgenbach, Amel en Burg-Reuland behoorde het dialect tot de grotere groep zich over Duitsland tot aan de Rijn uitstrekkende Eifel-dialecten. Hier kan van verduitsing gesproken worden in die zin dat onderwijs en bestuur, sinds 1945 tweetalig, nu eentalig Duits werden. In de Limburgs-Ripuarisch of Platdiets sprekende gemeenten die niet tot de Oostkantons wilden toetreden - Gemmenich, Sippenaeken, Welkenraedt, Membach, Montzen - en bij Wallonië bleven, is daarentegen van verfransing sprake. Tegelijk neemt de aanwezigheid van het Duits toe door vestiging van Duitsers uit de regio Aken die gebruik maken van het aanbod aan betaalbare woningen in deze gemeenten met hun teruglopende (autochtone) bevolking. Omdat zij hun kinderen in Duitsland school laten gaan heeft dat nog geen grote gevolgen voor de officiële Franstaligheid.
De volgende gemeenten in het kanton Eupen vormen samen met Sankt Vith, Büllingen, Bütgenbach, Amel en Burg-Reuland het Duitse taalgebied in België:
- Eupen (sinds 1977 uitgebreid met Kettenis)
- Lontzen (met Walhorn)
- Kelmis (met Hergenrath Neu-Moresnet)
- Raeren (met Hauset, Lichtenbusch en Eynatten).

## Trivia
- In ouderwets Nederlands betekent 'verduitsen' het overbrengen, verbeteren of vertalen van een tekst naar het Nederlands (Nederduits). 17de-eeuwse Nederlandse literatoren noemen hun taal vaak 'Duytsch' (zie Diets) en ook de letterkundige Jacob van Lennep deed dat in 1844 in zijn 'Proeve eener verduitsching' van de Nederlandse grondwet', die sinds 1814 in een weinig toegankelijk archaïsch Nederduits was gesteld en door hem nu verbeterd werd. Pas rond 1800 kwam 'Hoogduits' in gebruik als aanduiding van wat heden ten dage Duits wordt genoemd; 'Nederduits' was toen grotendeels identiek met wat later 'Nederlands' zou heten. Zie Naamsgeschiedenis van het Nederlands.
- In ouderwets Nederlands kon 'verduitsing' ook de vernederlandsing van bepaalde woorden en uitdrukkingen betekenen. Als woorden of uitdrukkingen die aan het Duits ontleend zijn in het Nederlands op een onjuist geachte manier worden gebruikt, wordt er tegenwoordig van 'germanismen' gesproken die 'vernederlandst' dienen te worden.
- In de geschiedkunde en historische taalkunde wordt germanisering soms ook gebruikt om te verwijzen naar het overnemen van een Germaanse taal of dialect in het algemeen, bijvoorbeeld de germanisering van de Lage Landen en Noord-Gallië in de late Oudheid en vroege middeleeuwen door verschillende groepen West-Germaanssprekende mensen (zie ook Taalgrens in België § Gallia Belgica) voorafgaand aan de Tweede Germaanse klankverschuiving (waardoor het verschil tussen Nederduits en Hoogduits ontstond).[1] Onder deze ruimere noemer van 'germanisering' zou dan in theorie ook de taalkundige verengelsing/anglicering van Ierland en van de Schotse Hooglanden vallen, maar de term wordt in die context in de praktijk nooit gebruikt.